# Mary Soames
Mary Soames, Baronessa Soames, nata Spencer-Churchill (Chartwell, 15 settembre 1922 – Londra, 31 maggio 2014), è stata una nobildonna britannica.
La più giovane dei cinque figli di Winston Churchill e sua moglie, Clementine, ha lavorato per molteplici organizzazioni pubbliche tra cui la Croce Rossa e il Women's Voluntary Service dal 1939 al 1941, ed è entrata a far parte dell'Auxiliary Territorial Service nel 1941. Era la moglie del politico conservatore Christopher Soames.

## Biografia
Mary ha lavorato a stretto contatto con suo padre durante la guerra. Nei primi anni di guerra fu volontaria per la Croce Rossa e nel 1941 iniziò ad operare con cannoni antiaerei. Ha servito il suo paese a Londra, in Belgio e in Germania. Ha accompagnato Churchill a Potsdam dove ha incontrato Harry S. Truman e Joseph Stalin. Suo padre l'ha nominata per un premio nella sua lista di onori d'addio. È stata nominata membro dell'Ordine dell'Impero britannico.
Nel 1947 sposò l'aristocratico britannico Christopher Soames, barone Soames (1920–1987). Hanno avuto cinque figli: Nicholas Soames, membro conservatore del Parlamento ed ex Segretario di Stato alla Difesa, Emma Soames, Jeremy Soames, Charlotte Soames, sposata con Lord Peel, Lord del Regno Unito e Rupert Soames.
Dopo la guerra, Mary si dedicò all'eredità letteraria di suo padre. Inoltre, la International Churchill Society, la Conservation of Chartwell e il Royal National Theatre hanno attirato la sua attenzione.
A causa dei suoi servizi in Rhodesia, è stata promossa a Dame Commander dell'Ordine dell'Impero Britannico nel 1980.
Oltre a suo padre, suo cugino per matrimonio Anthony Eden (sposato con Clarissa Eden, contessa di Avon, figlia di suo zio) e suo bisnonno e il duca di Marlborough, anche Mary fu ammessa nell'Ordine della Giarrettiera. È stata nominata il 23 aprile 2005 e investita nella Cappella di San Giorgio a Windsor il 13 giugno dello stesso anno.
Dopo un breve periodo di malattia, Lady Soames è morta il 31 maggio 2014 nella sua casa di Londra. Il 17 dicembre di quell'anno, Sotheby's mise all'asta 255 oggetti della sua tenuta, inclusi dipinti e cimeli su suo padre, Winston S. Churchill.

## Titoli
I vari titoli di Mary Churchill erano:
- Miss Mary Churchill (15 settembre 1922 – 1945)
- Miss Mary Churchill, MBE ( 1945 – 11 febbraio 1947)
- Mrs Christopher Soames, MBE (11 febbraio 1947 – 17 maggio 1965)
- The HOn. Mrs Soames MBE (17 maggio 1965 – 19 aprile 1978)
- The Rt Hon. The Lady Soames, MBE (19 aprile 1978 – 14 giugno 1980)
- The Rt Hon. The Lady Soames, DBE (14 giugno 1980 – 23 aprile 2005)
- The Rt Hon. The Lady Soames, LG, DBE (23 aprile 2005 – 31 maggio 2014)